# Poroto (distrito)
Poroto é um distrito do Peru, departamento de La Libertad, localizada na província de Trujillo.

## Transporte
O distrito de Poroto é servido pela seguinte rodovia:
- PE-10A, que liga o distrito de Trujillo à cidade de Quiruvilca.[1][2][3]